# Krajné
Krajné (in ungherese Karaj) è un comune della Slovacchia facente parte del distretto di Myjava, nella regione di Trenčín.